# Gallo-römisches Heiligtum von Grand
Das gallo-römische Heiligtum von Grand (in römischer Zeit Andesina) ist dem gallisch-römischen Heilgott Apollon-Grannus geweiht. Es wurde im 1. und 2. Jahrhundert nach Christus errichtet und befindet sich auf dem Gemeindegebiet von Grand im Département Vosges in Frankreich. Die Peutingersche Tafel über das römische Straßennetz führt das Heiligtum von Grand unter dem Namen Andesina mit einem hervortretenden Bädersymbol auf und zählt es damit zu den großen Thermen des Reichs.

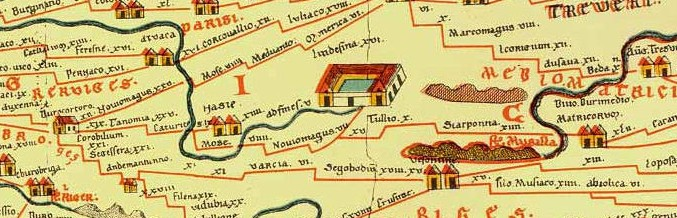
Römerstraße Langres (Andemantunum)- Neufchâteau (Noviomagus) - Toul (Tullum Leucorum / Tullio) - Dieulouard (Scarponna) - Metz (Mediomatricum) auf der Peutingerschen Tafel (die Verbindung Andemantunum-Noviomagus fehlt), in der Mitte das Quellheiligtum von Andesina

## Ortsbeschreibung und Geologie
Die Gemeinde Grand liegt 22 km westlich von Neufchâteau am äußersten Rand des Départements Vosges an der Grenze zum Département Haute-Marne auf einem von Wäldern umgebenen Kalkstein-Plateau (siehe Ortsplan von Grand (Vosges)).
Das Wasser des verkarsteten Plateaus sammelte sich unterirdisch, erschien in Form eines kleinen Teichs (einer Art Karstquelle) an der Oberfläche, verschwand dann wieder in einem Felsspalt und kam erst 3,5 km nördlich wieder als kleiner Fluss (heute „Maldite“ genannt, der Oberlauf des „Ornain“) wieder ans Tageslicht. Die Schüttung der Wasseraustrittsstelle in Grand war von der Jahreszeit und der Niederschlagsmenge abhängig. Zeitweise lag der kleine Teich völlig trocken. Die intermittierende Eigenschaft der Quelle förderte die mystische Interpretation durch die ethnische Religion der Kelten.

## Geschichte

### Keltische Zeit
Die geologischen Besonderheiten des verkarsteten Kalksteingebietes und der Quellteich zogen bereits die Kelten an. Sie schufen hier eine Verehrungsstätte ihres Heil- und Quellgottes Grannus, der vor allem im Nordosten Galliens hohes Ansehen als Heilspender genoss. Die Römer vereinigten diese keltische Gottheit deshalb ohne Schwierigkeiten mit Apollo, dem Gott der Weissagung und der Heilung, der nach Caesar die Krankheiten vertreibt.

### Römische Periode
Die Römer entwickelten schon vor den 70er Jahren nach Christus an der Stelle der keltischen Grannus-Verehrung ihr gallo-römisches Heiligtum. Sie schlugen um den Quellteich einen Kreis mit einem Radius von 1.500 römischen Fuß (440 m) und erklärten die Fläche zum heiligen Bezirk. Die Grenzlinie war entsprechend dem Pomerium antiker Kultstätten und Gemeinden lediglich durch einen hier und da von Statuen und Skulpturgruppen aufgelockerten einfachen Graben gekennzeichnet. Sie stellt heute den befestigten Umfassungsweg des Dorfes Grand dar, dessen Bezeichnung „Voie close“ an seine frühere Bestimmung erinnert. Die Luftaufnahme der archäologischen Stätte zeigt Grand als auffällige kreisförmige Fläche von etwa 880 m (3.000 römische Fuß) Durchmesser.
Die Gesamtfläche des heiligen Bezirks belegte 70 Hektar. In den Jahren 70 nach Christus und später errichteten die Römer dann innerhalb dieses pomerium eine 1760 m lange Wehrmauer in unregelmäßiger sechseckigen Form mit 22 Rundtürmen und Toren im Abstand von 80 m mit zum Teil imposanten Ausmaßen. In diesem inneren Raum von 18 Hektar lagen zentral die dem Kult des Heilgottes gewidmeten Gebäude sowie angrenzend unbebaute Grundstücke zur Unterbringung der Pilger.
Vom Zentrum des Heiligtums (dem ehemaligen Quellteich), dort wo der unterirdische Fluss zu Tage trat, gingen fünfzehn Kilometer Wassertunnel (begehbare Galerien) aus. Das Leitungssystem hatte den Zweck, das Wasser des Quellflusses geregelt zu verteilen. Außerdem fand man 307 Brunnen auf dem Gebiet der Anlage. Eine besondere Heilwirkung konnte durch aktuelle Analysen nicht nachgewiesen werden. Die Bauarbeiten am Heiligtum in Grand sind bis 140 nach Christus festzustellen.
Eine im Jahre 1935 auf der Grabungsstätte gefundene Votivinschrift bestätigt mit der Inschrift somno iussus die Praxis des Tempelschlafs der Pilger, die die Nacht im Innern des Heiligtums verbrachten und in einem Traumzustand das Erscheinen des Gottes erwarteten. Man kann vorausgehende Reinigungs- und Wasserriten annehmen.

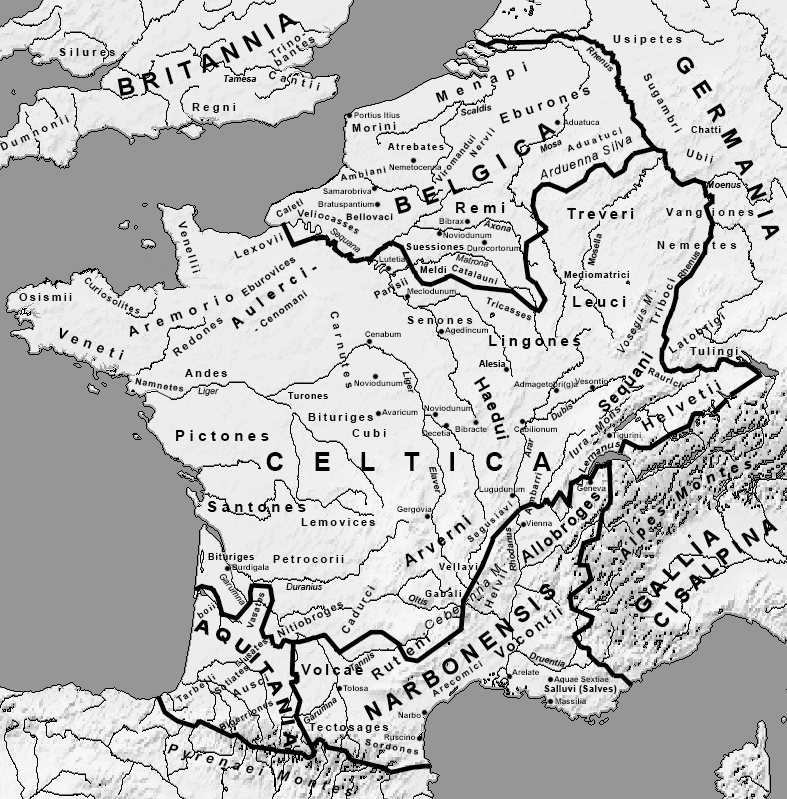
Karte von Gallien 58 v. Chr. mit bedeutenden Stämmen, Städten, Flüssen usw.

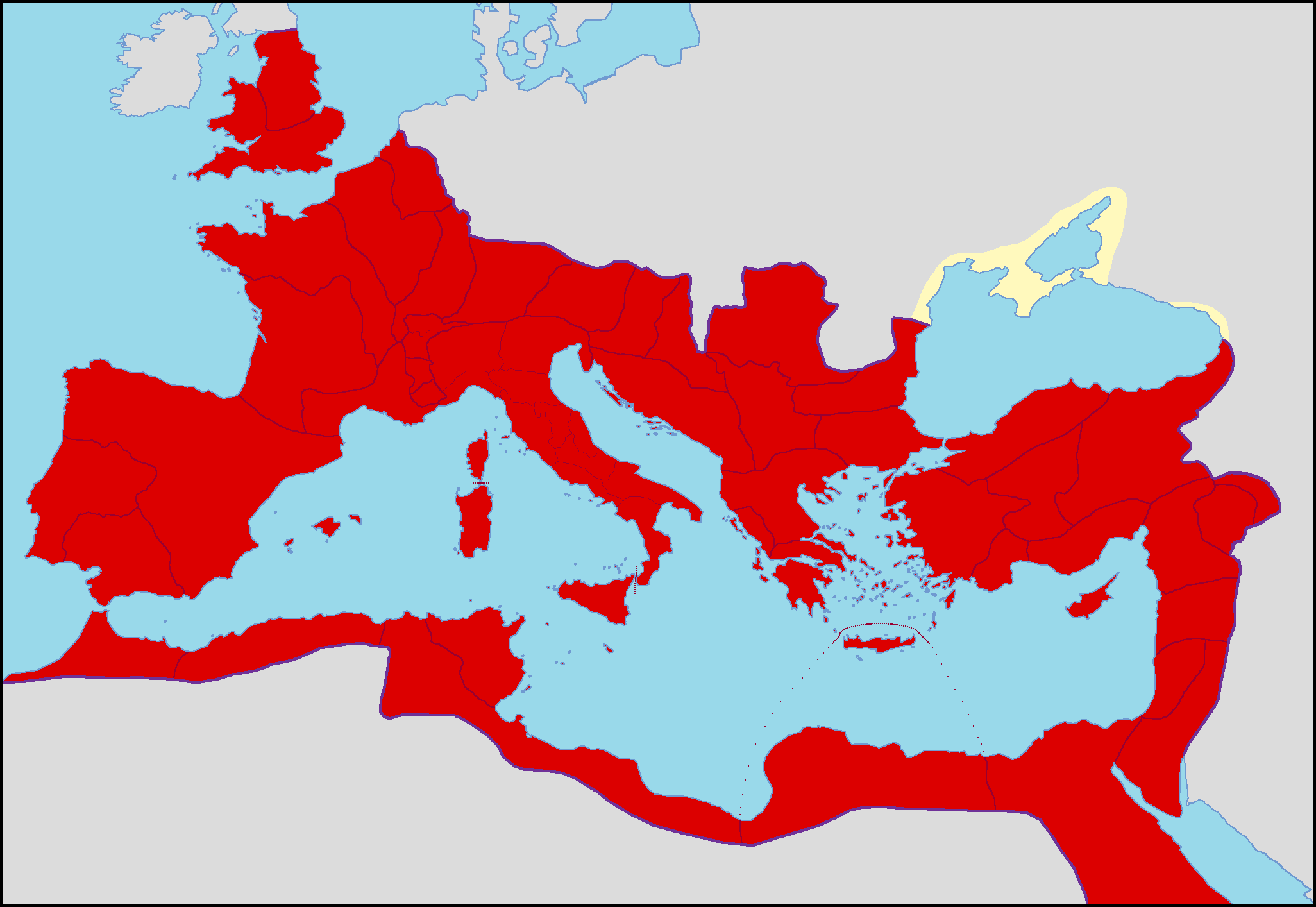
Römisches Imperium um 210

### Berühmte Besucher
Der Kult des Apollo war von großer Bedeutung. Um 425 erinnerte der christliche Dichter Claudius Marius Victor in seinem Bibelwerk Aletheia (3, 204) daran, dass Apollo gekommen war, „um unter den Leuken als Arzt zu wirken“. Und zwei Besuche von Kaisern innerhalb von hundert Jahren gaben der Pilgerfahrt nach Grand zusätzlichen Glanz und Berühmtheit.

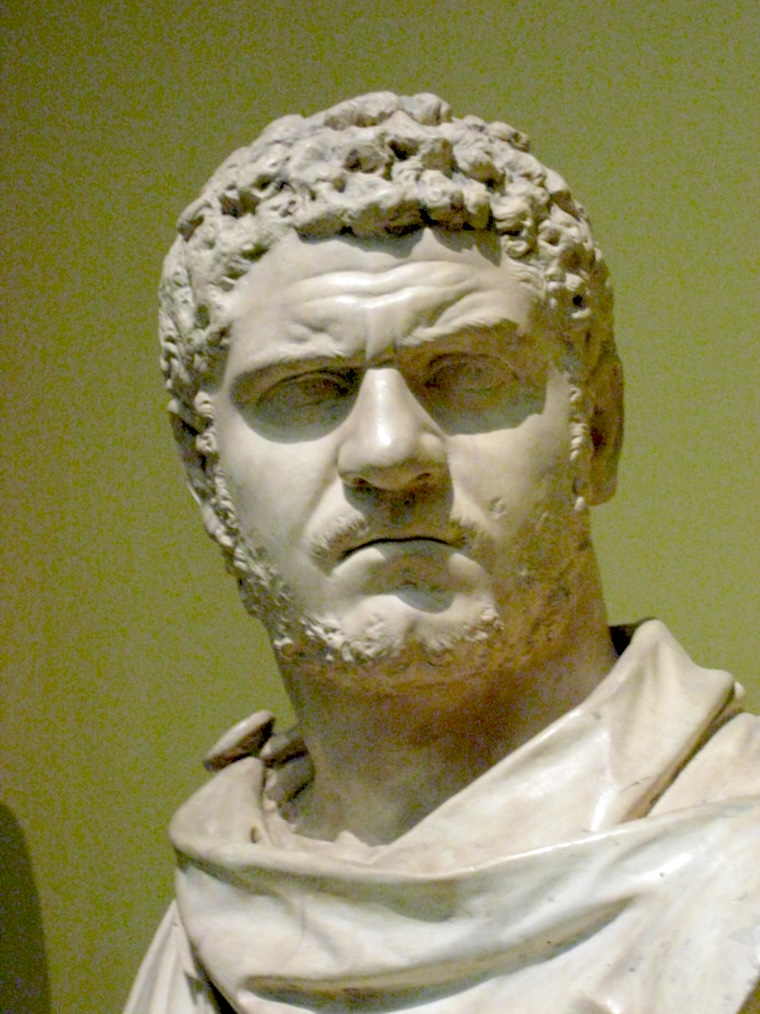
Caracalla (188–217)

#### Caracalla
Nach Cassius Dio (163–229) litt Kaiser Caracalla unter körperlichen und seelischen Beschwerden, zu deren Linderung er während seiner Regierungszeit (211–217) drei Stellen seines Imperium Romanum aufsuchte, die für heilenden Gottheiten bekannt waren. So kam er im Jahre 213 vermutlich in das Heiligtum von Grand. Die Annahme stützt sich auf folgende Textpassage:

„Aber keiner von den Göttern gab ihm eine Antwort, die zur Heilung seines Körpers oder seines Geistes führte, obwohl er die berühmtesten beehrte … In der Tat, weder Apollon Grannus [in Grand], noch Asklepios [in Pergamon], noch Serapis [in Alexandria] kamen ihm zu Hilfe, trotz seiner vielen Bitten und seiner großen Beharrlichkeit“

Die neuere Forschermeinung hält es für möglich, dass sich die Textstelle bei Dio statt auf Grand auf das Heiligtum des Apollo-Grannus in Faimingen (Rhätien) bezieht.
Eine von Jean-Baptiste Jollois gefundene und 1981 vervollständigte Inschrift weist mit „Antoninum“ allerdings auf Caracalla hin, dessen offizieller Kaisername „Marcus Aurelius Severus Antoninus“ lautete. Die Spenden des im Jahr 213 nach Grand gekommenen Kaisers an das Heiligtum sollen die Finanzierung des Mosaiks der Basilika und die Sanierung des westlichen Teils des Amphitheaters erlaubt haben.

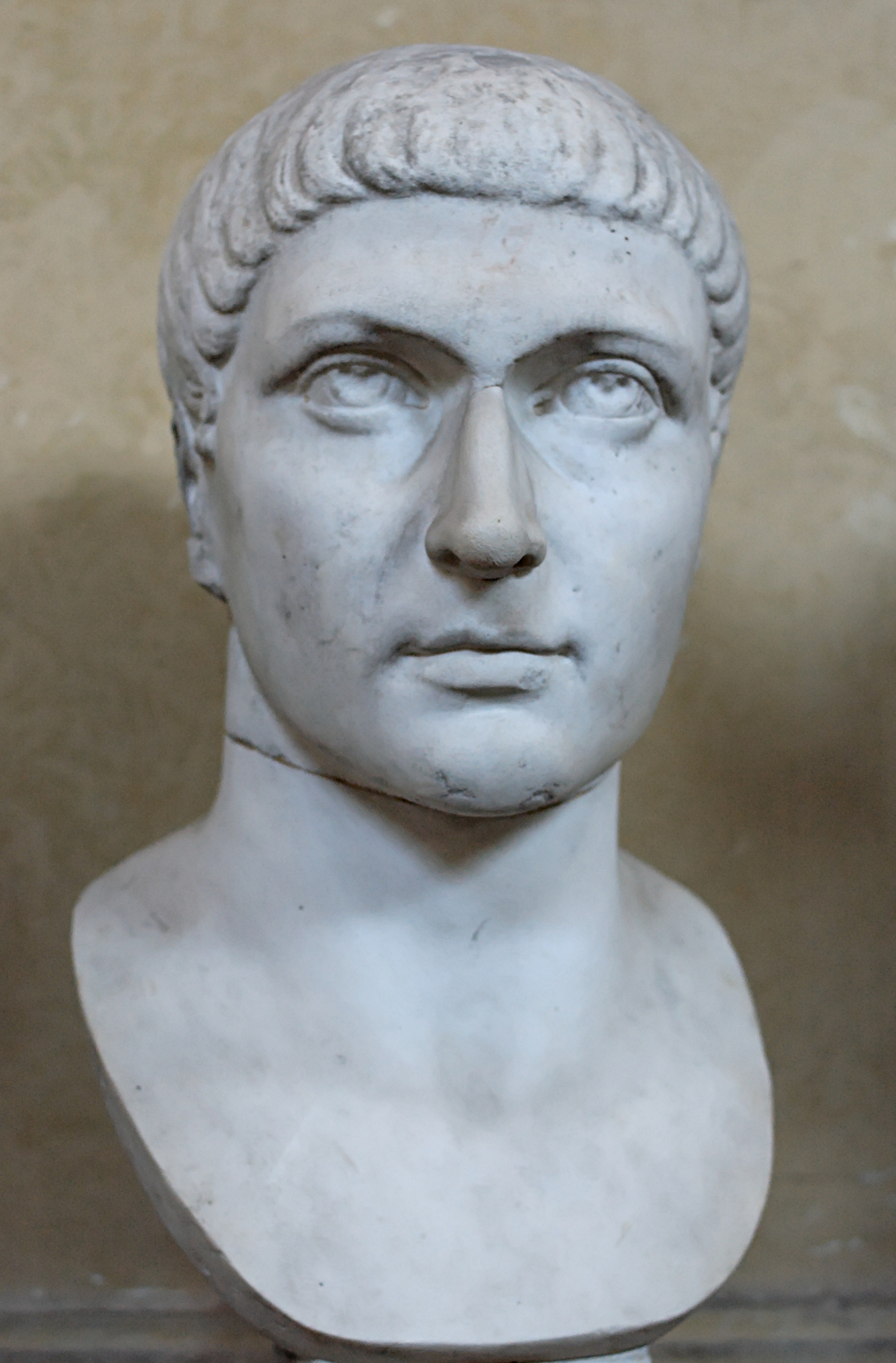
Konstantin der Große

#### Konstantin der Große
Im Jahr 309 stattete Kaiser Konstantin der Große auf seiner Rückreise von Massalia (Marseille) über Lugdunum (Lyon) nach Augusta Treverorum (Trier) „dem schönsten Heiligtum der Welt“ (templum toto orbe pulcherrimum) einen Besuch ab.

### Christentum
Das Christentum erinnert mit den Passionsgeschichten der nach der Überlieferung hingerichteten Märtyrer Eliphius und die Heilige Libaria (französisch Libaire) an das Heiligtum in Grand. Die beiden hagiographischen Texte des Mittelalters versuchen, die heidnischen Riten von Grand in das christliche Umfeld zu übertragen.
Der mythische heidnische Quellteich wurde verfüllt und mit einer nach Libaria benannten Kirche überbaut.

## Bauwerke

### Säulengang mit Zentralbezirk
Innerhalb der Befestigungsmauer umgab ein rechteckiger 6 m breiter Säulengang den für den Inkubationsritus (hypnotischer Heilschlaf nach Asklepios) reservierten Kernbereich. In ihm befanden sich die magische Wasserstelle (heiliger Teich), die man aus Respekt vor dem heiligen Charakter des Ortes naturbelassen hatte, der Tempel des Apollo und die Basilika. Die Wände des Säulengangs waren mit Marmor und Stuck geschmückt und der Boden mit geschliffenem Terrazzo gedeckt.

### Der Tempel des Apollo
Der zentrale Komplex von Andesina enthielt einen großen Tempel. Im Inneren des vom Säulengang begrenzten Bereichs ruhte ein Tempel aus dem späten ersten Jahrhundert oder frühen zweiten Jahrhundert nach Christus mit seinen 31 × 62 m Grundfläche auf einer 3 m hohen Plattform. Seine mutwillige Zerstörung (wahrscheinlich durch Anhänger des frühen Christentums) ließ kaum Spuren zurück. Archäologen fanden heraus, dass für seinen Bau 80 verschiedene Marmorarten aus dem gesamten Römischen Reich verwendet wurden, was einen Anhaltspunkt für seine ehemalige Pracht ergibt.
Bei Ausgrabungen kamen zahlreiche Fragmente zutage. Sie zeigen sehr unterschiedliche Figuren: Löwin, Greif, Silen bzw. Satyr, Mänade, Faun, Panther, Widder, Pferd, Mercurius, Asklepios, Hygieia, Marsyas, der Kopf eines Kindes (möglicherweise Caracalla, der Sohn des Septimius Severus) und die Reste einer großen Kaiserstatue. Es ist ein klassisches Bildhauerwerk mit hellenistischen Einflüssen und fern von einheimischen Traditionen.

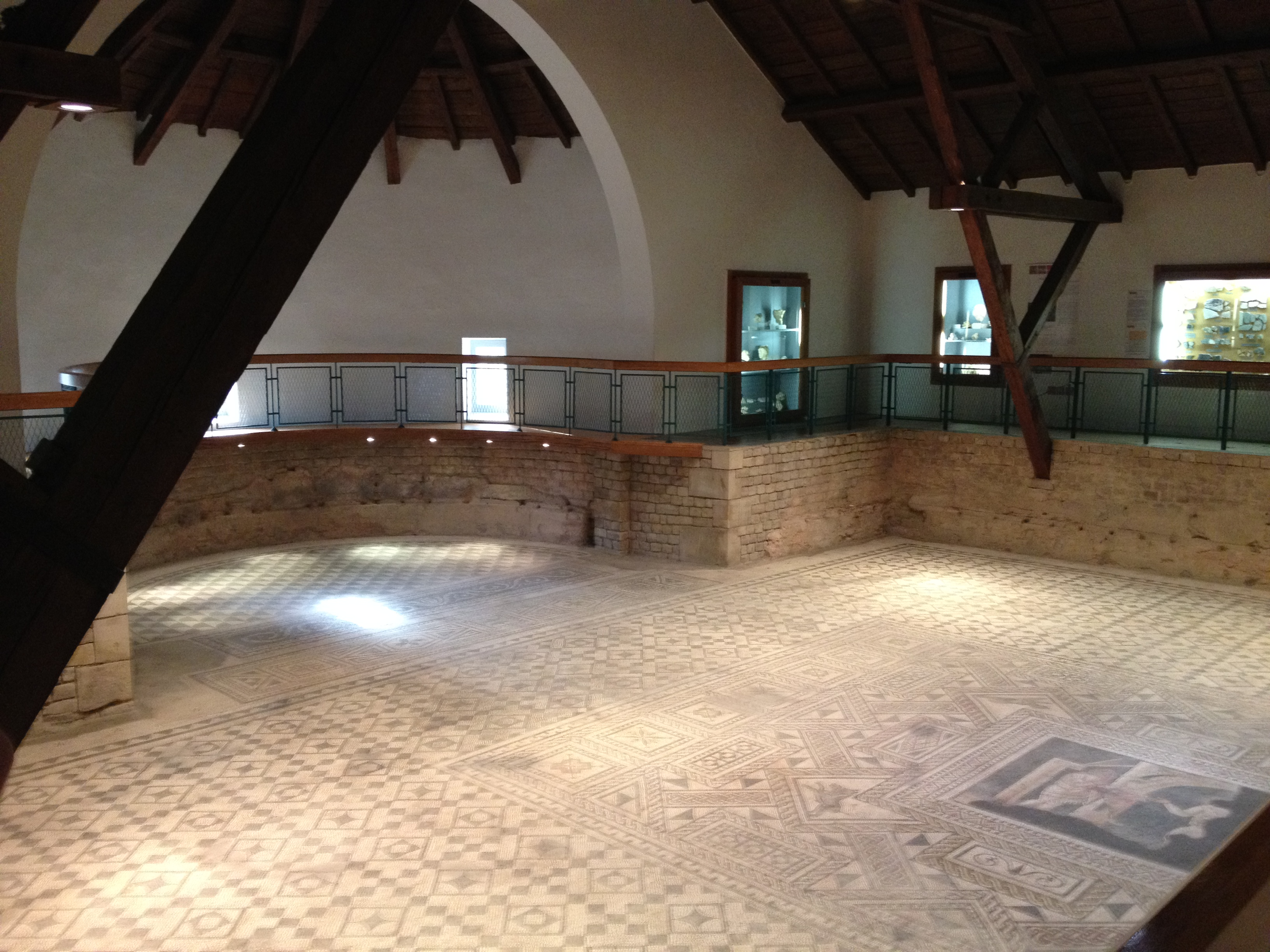
Mosaik auf dem Boden der Basilika

### Das Basilikagebäude und sein Mosaik
Der Archäologe Félix Voulot entdeckte 1883 das mit 232 Quadratmetern größte bis heute in Lothringen (oder Frankreich) gefundene Mosaik. Es bedeckt den Boden der Basilika, einem zugleich als Versammlungsraum, Gericht und Markthalle dienenden öffentlichen Gebäude unweit des heiligen Quellbeckens.
Lange Zeit datierte man seine Entstehung in die Mitte des 3. Jahrhunderts, heute glauben einige Wissenschaftler, es könnte bereits in der 2. Hälfte des zweiten Jahrhunderts geschaffen worden sein.
Das zentrale Motiv, von dem nur ein Drittel erhalten blieb, könnte eine Szene aus dem Stück Phasma (Das Gespenst) von Menander darstellen. Andere Forscher meinen, dass es sich bei den beiden erkennbaren Figuren um einen Pilger und einen Priester des Apollo Grannus handeln könnte. Die Ecken sind mit Tierdarstellungen (Hund oder Bär, Tiger, Panther, Wildschwein) ausgeschmückt. Den Apsisabschnitt zieren geometrische Motive, die als Schild (pelta) angeordnet sind.

### Gotische Kirche Sainte Libaire

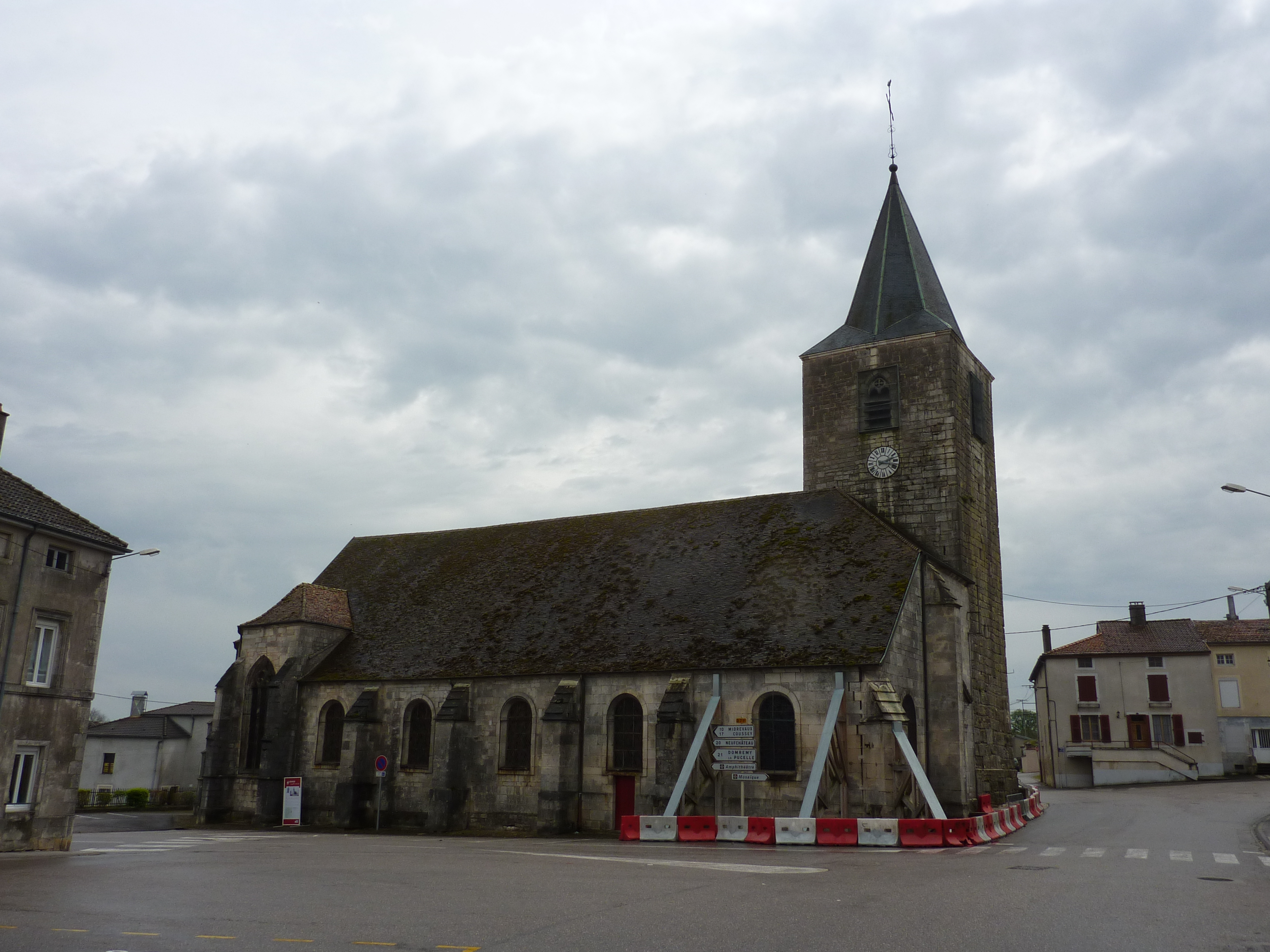
Die einsturzgefährdete Pfarrkirche Sainte Libaire

Die große Pfarrkirche des Dorfes Grand ist der hl. Märtyrerin Libaire geweiht. Die Kirche wurde zwischen dem späten 15. und der ersten Hälfte des 16. Jahrhunderts im spätgotischen Stil erbaut und im 18. Jahrhundert restauriert und dabei stark verändert. Seit damals gilt sie in ihrer gesamten Struktur als bedroht. Seit 20 Jahren ist ihr Zustand so kritisch, dass sie für Öffentlichkeit gesperrt werden musste.
Die Ursache – ihr unsicherer Standort, der starken Bodenbewegungen unterworfen ist – wurde erst in den 1990er Jahren erkannt: Eine Stelle, an der unterirdisch vereinigte Wasserströmungen zutage treten wollen, befindet sich unter der Kirche. Es handelt sich um den ehemaligen heiligen Teich aus gallo-römischer Zeit, auf dem man, wie damals üblich, den christlichen Vorgängerbau errichtet hatte, um die Macht des neuen Glaubens über das heidnische Heiligtum zu demonstrieren. Zur Sicherung des Baugrundes glaubte man mit dem Verfüllen des Schuttes des Apollotempels in die nach dem Zerfall der römischen Versorgungsleitungen mindestens zeitweise wieder trockenliegende Wasserstelle auskommen zu können. Trotzdem genügte der Wasserdruck, um das Gebäude zu destabilisieren. Bislang ist keine technische und finanzielle Lösung in Sicht. Es steht zu befürchten, dass wegen der hohen Kosten zur Rettung dieses Kulturerbes das denkmalgeschützte Gebäude aufgegeben werden muss.

### Das römische Theater

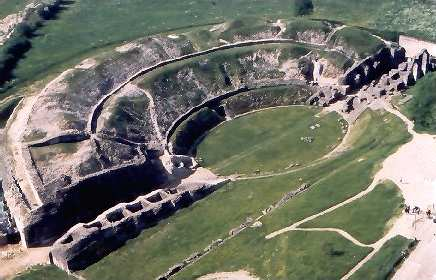
Theater von Grand (Vosges)

Das noch innerhalb des heiligen Bezirks („pomerium“) gelegene Theater (siehe Ortsplan von Grand (Vosges)) war fast 150 Meter (500 römische Fuß) lang. Seine Kapazität von über 16.000 Zuschauern zeigt, welchen Anklang damals eine Pilgerreise nach Andesina fand. Das hybride Bauwerk wurde zuerst in der für Gallien typischen halbovalen Form als Bühnentheater errichtet und später durch Verdopplung der „orchestra“ (halbkreisförmige ebene Fläche vor der Bühne) in eine Arena (Amphitheater) für Gladiatorenkämpfen und andere Darbietungen umgebaut.
Die elliptische Arena war im Westen und Osten durch zwei monumentale Korridore mit der Außenwelt verbunden. Sie enthielt anstelle des nicht mehr benötigten Bühnengebäudes „carceres“ (Zellen) für die Gladiatoren und Tiere.
Als Baumaterial verwendete man im späten ersten Jahrhundert kleinteiligen Schuttbeton, bei der Sanierung des westlichen Teils im frühen dritten Jahrhundert große Steinblöcke.
Von dem im 4. Jahrhundert aufgegebenen Bauwerk sind noch Teile der Mantelmauern und einige Arkaden erhalten. Bei der jüngsten Restaurierung wurden Zuschauertribünen angefügt.

## Die Tierkreiszeichentäfelchen von Grand

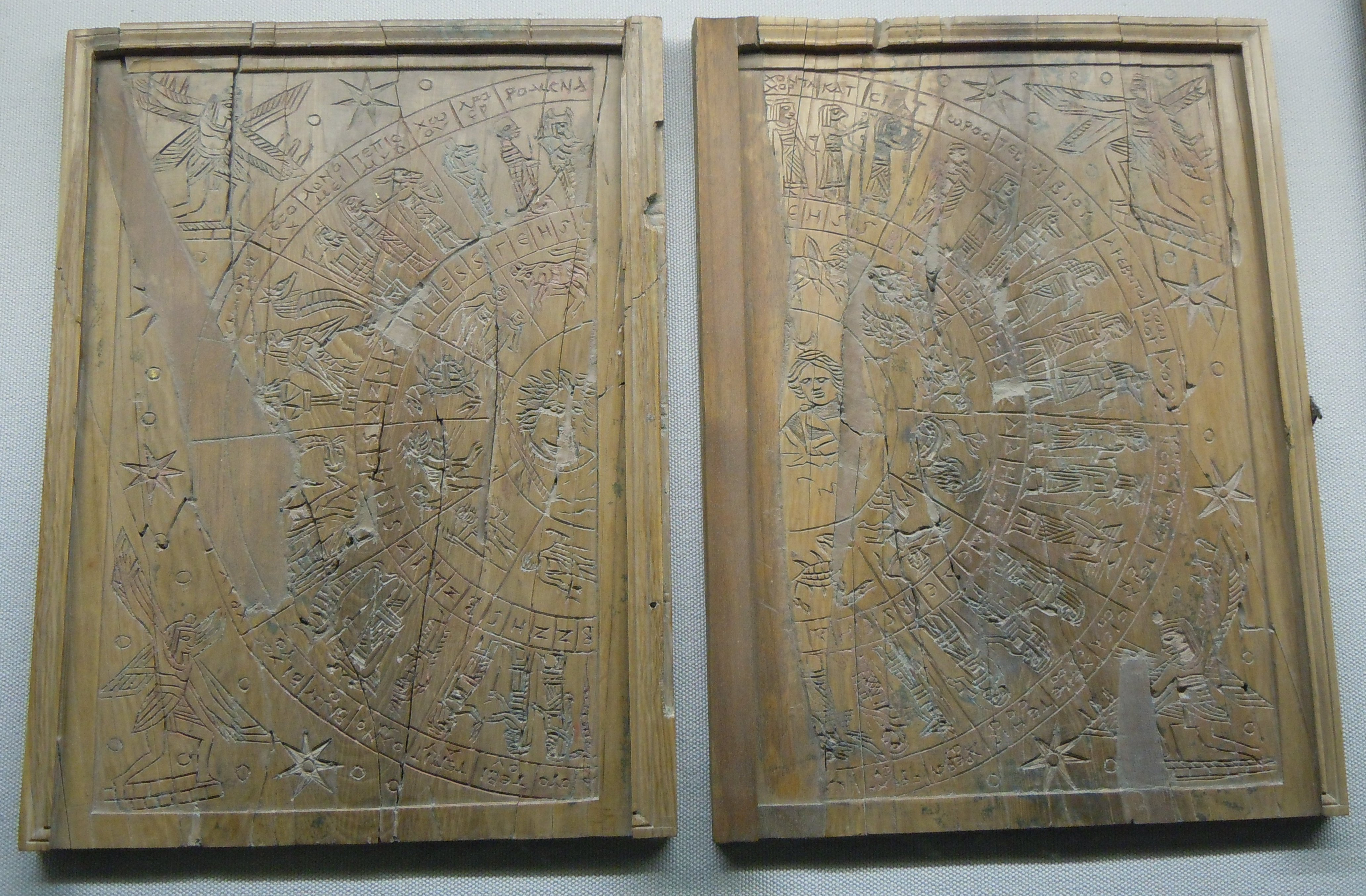

1967 und 1968 wurden im Brunnen Nr. 77 vier Täfelchen aus Elfenbein
gefunden, deren Inschriften zwei lateinische Sinnsprüche ergaben und die anscheinend mit Absicht gebrochen worden waren. Eines der Diptychen ist im „Musée départemental des Vosges“ in Épinal zu sehen, das andere befindet sich im Musée des Antiquités Nationales in Saint-Germain-en-Laye.
Sie weisen auf die ägyptische Tradition am Ende der Ptolemäerzeit oder dem Anfang der römischen Herrschaft hin. Die Namen der Dekaden sind mit griechischen Buchstaben in die Alt-Koptische Sprache rückübersetzt. Die Täfelchen zeugen vom orientalischen Einfluss, der sich besonders gegen Ende des zweiten Jahrhunderts nach Christus in Gallien ausbreitete.